# Adrián Ramos
Gustavo Adrián Ramos Vásquez (ur. 22 stycznia 1986 w Santander de Quilichao) – kolumbijski piłkarz występujący na pozycji napastnika w kolumbijskim klubie América Cali. Reprezentant Kolumbii. Uczestnik Mistrzostw Świata 2014 i Copa América 2011.

## Kariera klubowa

### Początki
Ramos rozpoczął swoją karierę w klubie América Cali, w którego barwach zadebiutował 13 marca 2004. Następnie był wypożyczany do Trujillanos Valera oraz Independiente Santa Fe. W 2007 powrócił do Amériki i z klubem tym w sezonie 2008 sięgnął po mistrzostwo Kolumbii.

### Hertha BSC
Pod koniec sierpnia 2009 podpisał kontrakt z niemieckim klubem Hertha BSC, która zapłaciła za niego kwotę ok. 1,4 mln euro. Początkowo jednak Hertha BSC nabyła tylko 80% praw do karty zawodniczej Kolumbijczyka, zaś pozostałe 20% do wiosny 2013 pozostało w rękach Amériki. Tuż przed zakończeniem sezonu 2012/2013 niemiecki klub przelał do Cali kolejne 600 tys. euro, dzięki czemu stał się posiadaczem pełni praw do Ramosa.
W nowych barwach zadebiutował 12 września 2009 podczas przegranego 1:2 spotkania ligowego z 1. FSV Mainz 05, zmieniając w 83. minucie Artura Wichniarka. Pierwszą bramkę dla Herthy BSC zdobył 21 listopada 2009 w zremisowanym 1:1 meczu z VfB Stuttgart, pokonując bramkarza rywali trzy minuty po wejściu na boisko. 11 grudnia 2009 strzelił dwa gole podczas zremisowanego 2:2 spotkania z Bayerem 04 Leverkusen. Po sezonie 2009/2010 Hertha BSC spadła do 2. Fußball-Bundesligi, jednak Ramos pozostał w Berlinie i skutecznie walczył z klubem o awans do najwyższej klasy rozgrywkowej. 8 lipca 2011 przedłużył swój kontrakt z Herthą BSC o kolejne cztery lata.

### Borussia Dortmund
9 kwietnia 2014 oficjalnie poinformowano, iż 1 lipca 2014 Ramos stanie się zawodnikiem Borussii Dortmund.

## Kariera reprezentacyjna
W 2003 Ramos wraz z młodzieżową reprezentacją Kolumbii do lat 17 wziął udział w Mistrzostwach Świata U-17, podczas których zdobył trzy bramki.
W seniorskiej reprezentacji Kolumbii zadebiutował 20 sierpnia 2008 podczas przegranego 0:1 towarzyskiego spotkania z Ekwadorem. Pierwszą bramkę w narodowych barwach zdobył 14 października 2009 w wygranym 2:0 meczu eliminacyjnym do Mistrzostw Świata 2010 z Paragwajem.

## Statystyki

### Klubowe
(aktualne na dzień 10 czerwca 2019)
| Klub               | Sezon              | Liga                  | Liga  | Liga   | Puchar kraju | Puchar kraju | Europa | Europa | Inne  | Inne   | Suma  | Suma   |
| Klub               | Sezon              | Liga                  | Mecze | Bramki | Mecze        | Bramki       | Mecze  | Bramki | Mecze | Bramki | Mecze | Bramki |
| ------------------ | ------------------ | --------------------- | ----- | ------ | ------------ | ------------ | ------ | ------ | ----- | ------ | ----- | ------ |
| Hertha BSC         | 2009/10            | Bundesliga            | 29    | 10     | 1            | 1            | 7      | 0      | –     | –      | 37    | 11     |
| Hertha BSC         | 2010/11            | 2. Fußball-Bundesliga | 33    | 15     | 2            | 2            | –      | –      | –     | –      | 35    | 17     |
| Hertha BSC         | 2011/12            | Bundesliga            | 31    | 6      | 4            | 4            | –      | –      | 2     | 0      | 37    | 10     |
| Hertha BSC         | 2012/13            | 2. Fußball-Bundesliga | 32    | 11     | 1            | 0            | –      | –      | –     | –      | 33    | 11     |
| Hertha BSC         | 2013/14            | Bundesliga            | 32    | 16     | 2            | 0            | –      | –      | –     | –      | 34    | 16     |
| Hertha BSC         | Ogólnie            | Ogólnie               | 157   | 58     | 10           | 7            | 7      | 0      | 2     | 0      | 176   | 65     |
| Borussia Dortmund  | 2014/15            | Bundesliga            | 18    | 2      | 4            | 1            | 6      | 3      | 1     | 0      | 29    | 6      |
| Borussia Dortmund  | 2015/16            | Bundesliga            | 27    | 9      | 3            | 1            | 9      | 0      | –     | –      | 39    | 10     |
| Borussia Dortmund  | 2016/17            | Bundesliga            | 7     | 2      | 2            | 0            | 1      | 1      | 1     | 0      | 11    | 3      |
| Borussia Dortmund  | Ogólnie            | Ogólnie               | 52    | 13     | 9            | 2            | 16     | 4      | 2     | 0      | 79    | 19     |
| Granada CF         | 2016/17            | Primera División      | 14    | 4      | –            | –            | –      | –      | –     | –      | 14    | 4      |
| Granada CF         | 2017/18            | Segunda División      | 26    | 4      | 1            | 0            | –      | –      | –     | –      | 27    | 4      |
| Granada CF         | 2018/19            | Segunda División      | 39    | 6      | 0            | 0            | –      | –      | –     | –      | 39    | 6      |
| Granada CF         | Ogólnie            | Ogólnie               | 79    | 14     | 1            | 0            | 0      | 0      | 0     | 0      | 80    | 14     |
| Ogólnie w karierze | Ogólnie w karierze | Ogólnie w karierze    | 288   | 85     | 20           | 9            | 23     | 4      | 4     | 0      | 335   | 97     |

### Reprezentacyjne
(aktualne na dzień 29 marca 2016)
| Reprezentacja | Rok     | Mecze | Bramki |
| ------------- | ------- | ----- | ------ |
| Kolumbia      | 2008    | 3     | 0      |
| Kolumbia      | 2009    | 4     | 1      |
| Kolumbia      | 2010    | 6     | 0      |
| Kolumbia      | 2011    | 9     | 1      |
| Kolumbia      | 2014    | 11    | 1      |
| Kolumbia      | 2015    | 2     | 1      |
| Kolumbia      | 2016    | 1     | 0      |
| Ogólnie       | Ogólnie | 36    | 4      |

## Sukcesy

### América Cali
- Mistrzostwo Kolumbii: 2008

### Hertha BSC
- Mistrzostwo 2. Bundesligi: 2010/2011, 2012/2013

### Borussia Dortmund
- Superpuchar Niemiec: 2014